# Saint-Julien, Québec
Saint-Julien är en kommun i provinsen Québec i Kanada. Den ligger i regionen Chaudière-Appalaches, i den sydöstra delen av landet, 300 km öster om huvudstaden Ottawa. Antalet invånare var 378 vid folkräkningen 2021. Landarean är 82 kvadratkilometer.